# Mount James Turner
Der Mount James Turner ist ein 2703 m hoher Berg mit einer Schartenhöhe von 402 m im Südwesten der kanadischen Provinz British Columbia, im Fraser Valley Regional District.

## Geographie
Der Mount James Turner ist der vierthöchste Gipfel im Garibaldi Provincial Park. Er ist Teil der Garibaldi Ranges in den Coast Mountains und liegt 16 km östlich von Whistler, 5,4 km südöstlich des Wedge Mountain und 9 km nordöstlich des Tremor Mountain. Die Abflüsse der Niederschläge vom Gipfel fließen in den Billygoat Creek und den Chaos Creek, beide Nebenflüsse des Lillooet River. Das Relief ist bemerkenswert, da sich der Gipfel mehr als 1.700 m über den Billygoat Creek in etwa drei Kilometern Entfernung erhebt.

## Geschichte
Die Erstbesteigung des Mt. James Turner wurde am 12. September 1923 durch Neal Carter und Charles Townsend ausgeführt. Das war zwei Tage, nachdem sie den Wedge Mountain (2.895 m), den nächsthöheren Berg, zuerst bestiegen hatten.
Der Berg wurde von Neal Carter im Andenken an Reverend James Turner benannt, einen bahnbrechenden methodistischen Priester und eine herausragende Persönlichkeit, die in British Columbia und Yukon weithin bekannt war und 1923 starb.
Der Name „Mount James Turner“ wurde vom Garibaldi Park Board empfohlen. Das Toponym wurde am 2. September 1930, vom Geographical Names Board of Canada offiziell anerkannt.

## Klima
In Bezug auf die Klimaklassifikation nach Köppen und Geiger herrscht am Mount James Turner ein Westseiten-Seeklima. Die meisten Wetterfronten stammen vom Pazifik und bewegen sich ostwärts auf die Coast Mountains zu, wo sie durch die Berge zum  Aufsteigen (Windstau) gezwungen werden, was wiederum dazu führt, dass die enthaltene Feuchtigkeit in Form von Regen oder Schnee abgegeben wird. Im Ergebnis führt das zu hohen Niederschlägen in den Coast Mountains, insbesondere zu starken Schneefällen im Winter. Die Temperaturen können unter −20 °C fallen, unter Berücksichtigung von Windchill-Einfluss unter −30 °C. Dieses Klima nährt die Gletscher Turner Glacier, Berna Glacier und Chaos Glacier an den Hängen des Berges.